# Бобраков, Фёдор Михайлович
Фёдор Михайлович Бобраков (17 сентября 1898, с. Орлянка, Орловская губерния,  Российская империя — 5 апреля 1970,  Тбилиси, СССР) — советский военачальник, генерал-майор (17.01.1944).

## Биография
Родился 17 сентября 1898 года в селе Орлянка, ныне  Подгородненского сельского поселения Малоархангельского района Орловской области. Русский. С 1915 года работал чернорабочим, подручным вальцовщика, помощником машиниста и машинистом электрокрана на Петровском заводе на ст. Енакиево в Донбассе.

### Военная служба

#### Революция и  Гражданская война
В 1917 году там же на заводе вступил в рабочую дружину, затем с сентября состоял красногвардейцем, начальником группы и начальником партизанского отряда в Енакиевском и Мариупольском партизанских отрядов. Участвовал с ними в боях с белогвардейцами, гайдамаками и германскими войсками на Украине и в Донской области.
В Гражданскую войну с июня 1918 года командовал батальоном в Царицынском рабочем полку. В марте — мае 1919 года проходил подготовку на повторных курсах при штабе Южного фронта, затем командовал ротой и батальоном в 355-м стрелковом полку 40-й Богучарской стрелковой дивизии. Член ВКП(б) с 1919 года. В сентябре 1920 года командирован на учебу на курсы «Выстрел». После ее окончания в июне 1921 года назначен инспектором пехоты Инспекторского отдела Управления войск ВЧК Сибири, затем был помощником командира отдельного батальона при представительстве ВЧК Сибири.

#### Межвоенные годы
С ноября 1921 года  по август 1923 года вновь проходил обучение на курсах «Выстрел». После завершения обучения был назначен помощником командира по строевой части 49-го отдельного Амурского дивизиона войск ОГПУ. С сентября 1924 года исполнял должность командира 67-го отдельного дивизиона войск ОГПУ. В том же году начальником отряда ОГПУ участвовал в ликвидации бандитизма в районе Благовещенска и в Амурской губернии. В феврале 1925 года назначен помощником начальника по строевой части 10-го пограничного отряда войск ОГПУ, а с марта служил в той же должности в 55-м Черняевском кавалерийском пограничном отряде войск ОГПУ. С октября исполнял должность заведующего стрелковым обучением части пограничной охраны Амурского губернского отдела ОГПУ. С февраля 1926 года был помощником начальника полковой школы, затем помощником начальника штаба и начальником штаба 2-го отдельного кавалерийского полка войск ОГПУ. В октябре 1927 года переведен помощником начальника по строевой части 60-го Камчатского отдельного пограничного отряда войск ОГПУ. В августе 1928 года назначен командиром и военкомом 70-го отдельного Читинского дивизиона войск ОГПУ. В составе этих частей несколько раз принимал участие в борьбе с бандитизмом в Забайкалье. За боевые отличия в 1936 года Постановлением ЦИК СССР он был награжден орденом Красного Знамени, дважды — боевым оружием от Коллегии ОГПУ-НКВД (1930), а также занесен в альбом героев пограничников и внутренних войск НКВД (1932). 
С апреля 1932 года исполнял должность начальника и военкома маневренной группы 54-го Нерчинского кавалерийского отряда войск ОГПУ, с января 1933 года был командиром и военкомом 68-го железнодорожного полка войск НКВД, с февраля 1935 года — командиром и военкомом 67-го полка 2-й железнодорожной бригады войск НКВД в города Иркутск. С 1 июня 1939 года полковник  Бобраков командовал 67-м полком в составе 8-й дивизии войск НКВД по охране железнодорожных сооружений Забайкальского округа в г. Иркутск. В августе 1940 года назначен начальником штаба 26-й бригады войск НКВД по охране железнодорожных сооружений Закавказского округа в городе Тбилиси.

#### Великая Отечественная война
С началом  войны  Бобраков 28 июня 1941 года был назначен начальником штаба 18-й дивизии войск НКВД по охране железнодорожных сооружений. С июля по сентябрь 1942 года исполнял должность начальника обороны Мамисонской системы перевалов Главного Кавказского хребта, затем был заместителем командира 351-й стрелковой дивизии по строевой части и заместителем командующего группой войск Мамисонской системы Закавказского фронта. В составе 46-й армии Черноморской группы войск участвовал в битве за Кавказ. С 18 декабря дивизия была передана 37-й армии и вела бои на нальчикском направлении. 29 декабря ее части в результате контрудара освободили город Алагир. С начала января 1943 года дивизия в составе 37-й, а с 19 января — 58-й армий Закавказского и Северо-Кавказского фронтов принимала участие в Северо-Кавказской наступательной операции, в освобождении города Пятигорск. 
С 5 января по 12 февраля 1943 года полковник  Бобраков временно командовал 351-й стрелковой дивизией. Непосредственно руководил боевыми действиями частей по обходному, фланговому наступлению на Темрюкский полуостров. Дивизия под его командованием прошла около 100 км по непроходимым лиманам и вышла в глубокий тыл противника, отражая при этом неоднократные атаки врага, полностью выполнила боевую задачу, закрепившись на рубеже населенных пунктов Черноерковская и Свистельниково. С прибытием вновь назначенного командира дивизии вновь приступил к исполнению прямых обязанностей заместителя. 8 апреля был освобожден от должности и зачислен в распоряжение Военного совета Северо-Кавказского фронта, а 20 мая назначен командиром 417-й стрелковой дивизии 37-й армии. С 16 июля по 3 августа дивизия находилась в резерве фронта, затем в составе 56-й армии вела наступление по освобождению Северного Кавказа. В сентябре она была передана Южному фронту и в составе 44-й армии принимала участие в Донбасской, затем в Мелитопольской наступательных операциях. В ходе последней 2 ноября ее части освободили город Каховка. С 9 ноября дивизия была выведена в резерв 4-го Украинского фронта и выполняла задачи по оборудованию тылового оборонительного рубежа, затем входила в состав 3-й гвардейской армии. С 29 января 1944 года она вошла в 69-ю армию резерва Ставки ВГК и была передислоцирована на Крымский перешеек. С 23 февраля дивизия перешла в подчинение 51-й армии и с 8 апреля в ее составе участвовала в Крымской наступательной операции. Ее части 8-9 апреля форсировали залив Сиваш, к 11 апреля прорвали Турецкий вал и вели наступление в направлении Симферополя. После освобождения города Симферополь дивизия вела бои на скатах Сапун-горы и улицах Севастополя. За отличия в боях при прорыве сильно укрепленной обороны противника на Перекопском перешейке и в озерных дефиле на южном побережье Сиваша приказом ВГК от 24 апреля 1944 года дивизии было присвоено наименование «Сивашская», а за освобождение города Севастополь она награждена орденом Красного Знамени (24.05.1944). С 20 мая по 1 июля 1944 года дивизия находилась в резерве Ставки ВГК, затем была переброшена на 1-й Прибалтийский фронт. С 19 июля ее части принимали участие в Белорусской, Шяуляйской наступательных операциях. 22 июля они штурмом овладели городом Паневежис, за что Указом ПВС СССР от 9 августа 1944 года дивизия была награждена орденом Суворова 2-й ст. Продолжая наступление, она 26 июля овладела городами Шедува и Радвилишкис, а на следующий день — городом Шяуляй. В середине августа ее части вышли к Рижскому заливу, таким образом завершив окружение курляндской группировки противника. Во второй половине августа дивизия была переброшена на юг Литвы и в сентябре участвовала в Прибалтийской наступательной операции. В дальнейшем ее части вели бои по уничтожению курляндской группировки противника. В феврале 1945 года дивизия вела бои за ст. Поплака, затем была выведена в резерв 51-й армии 2-го Прибалтийского фронта. День Победы встретила в городе Приекуле. 
За время войны комдив Бобраков был четыре раза персонально упомянут в благодарственных приказах Верховного Главнокомандующего.

#### Послевоенное время
После войны в июне 1946 года генерал-майор  Бобраков переформировал дивизию в 45-ю отдельную стрелковую Сивашскую Краснознаменную ордена Суворова бригаду в составе УрВО и был утвержден ее командиром. 3 декабря 1946 года был отстранен от должности и в мае 1947 года направлен на курсы усовершенствования преподавательского состава при Военной академии им. М. В. Фрунзе. После завершения обучения в августе был прикомандирован к академии для использования на преподавательской работе. С 24 сентября зачислен слушателем на курсы усовершенствования командиров стрелковых дивизий, по окончании которых с августа 1948 года состоял в распоряжении Управления кадров Сухопутных войск. В марте 1949 года откомандирован в распоряжение председателя ДОСАРМ и был назначен затем председателем Республиканского комитета ДОСАРМ Узбекской ССР в городе Ташкент. В октябре 1951 года зачислен в распоряжение ГУК Советской армии. 26 марта 1952 года уволен генерал-майор Бобраков в запас.

## Награды
- орден Ленина (21.02.1945)[5][6]
- пять ордена Красного Знамени (01.09.1936[3],    02.12.1943[7], 03.11.1944[8][6], 20.12.1944[9],  06.11.1947[6])
- орден Суворова II степени (16.05.1944)[10]
- орден Александра Невского (27.01.1945)[11]
- орден Отечественной войны I степени (23.08.1943)[12]
- медали в том числе:
  - «За трудовое отличие» (28.10.1967)[13]
  - «XX лет Рабоче-Крестьянской Красной Армии» (1938)[9]
  - «За оборону Кавказа» (11.12.1944)[14]
  - «За победу над Германией в Великой Отечественной войне 1941—1945 гг.» (1945)
- Наградное оружие

Приказы (благодарности) Верховного Главнокомандующего в которых отмечен Ф. М. Бобраков.
- За прорыв сильно укреплённой обороны противника на Перекопском перешейке, захват города Армянск, форсирование Сиваша восточнее города Армянска и овладение важнейшим железнодорожным узлом Крыма — Джанкоем. 11 апреля 1944 года № 104.
- За овладение городом и крупным узлом коммуникаций Паневежис (Поневеж) — важным опорным пунктом обороны немцев, прикрывающим основные пути из Прибалтики в Восточную Пруссию. 22 июля 1944 года № 146.
- За овладение городом Шяуляй (Шавли) — крупным узлом коммуникаций, связывающих Прибалтику с Восточной Пруссией. 27 июля 1944 года № 155.
- За овладение городом Елгава (Митава) — основным узлом коммуникаций, связывающим Прибалтику с Восточной Пруссией. 31 июля 1944 года № 159